# Том и Джерри. Детские годы
«Том и Джерри. Детские годы» или «Том и Джерри в детстве» (англ. Tom & Jerry Kids Show) — американский анимационный мультсериал, рассказывающий о приключениях Тома и Джерри в детстве. Премьера состоялась на канале FOX 7 сентября 1990 года, и мультсериал продолжался до 10 декабря 1993 года. Позднее мультсериал транслировался многими каналами по всему миру и много раз переиздавался на VHS и DVD.
Мультсериал «Том и Джерри в детстве» несколько подобен классическому «Тому и Джерри», но уровень насилия здесь показан в менее сильной форме. Кроме того, они не часто используют различные инструменты или оружие для нападения друг на друга, а вместо того просто преследуют друг друга. Как обычно, котёнок Том постоянно пытается поймать мышонка Джерри, часто вызывая много неудачных моментов. Также в сериале показаны приключения Спайка и Тайка, а также противостояние пса Друпи и его сына Дриппла со злющим волком МакВульфом. Также после выхода был показан на Fox Kids спин-офф мультсериала «Друпи-Суперсыщик».
В России премьера мультсериала состоялась в 1995 году на канале НТВ.

## Сюжет
Мультсериал включает в себя две истории с участием Тома и Джерри и одну с Друпи и Дрипплом или Спайком и Тайком, в некоторых эпизодах бывает наоборот. Сюжет для кота и мышонка остался без изменений: на протяжении всего мультсериала кот собирается поймать мышонка, но ему это никак не удаётся из-за просчётов или других обстоятельств. Иногда в некоторых эпизодах главные герои вместе дружат и помогают друг другу. Кроме того, на протяжении всего мультсериала Джерри носит красный бант, и у него на голове клок волос; кот Том в эпизодах часто появляется в кепи красного цвета.
Во второй части мультсериала показаны приключения пса Друпи и его сына Дриппла. Оба персонажа, в зависимости от эпизода, работают в театре, пиццерии, фитнес-центре и т. п. Главным врагом псов является злой волк МакВульф. В данной части присутствует привлекательная и смелая женщина мисс Вавум, которая любит Друппи и является объектом симпатий МакВульфа.
В некоторых эпизодах также показываются отдельные истории с участием пса Спайка и его сына Тайка, который всё время попадает в неприятности.

## Список эпизодов
Всего было снято 65 эпизодов: 13 в первом сезоне, 13 во втором сезоне, 26 в третьем сезоне и 13 в четвёртом сезоне.

## Заметки
1. ↑  Руководящий режиссёр